# 1503
| [ Edytuj tabelę ]                          | |
| Król Polski                                | - 1501 Aleksander Jagiellończyk 1506 |
| Współksiążęta Andory                       | - 1472 Pere de Cardona 1512 - 1483 Katarzyna z Nawarry 1512 - 1484 Jan III 1516 |
| Król Anglii                                | - 1485 Henryk VII 1509 |
| Król Aragonii i Walencji, hrabia Barcelony | - 1479 Ferdynand Aragoński 1516 |
| Władca Azteków                             | - 1502 Montezuma II 1520 |
| Elektor Brandenburgii                      | - 1499 Joachim I Nestor 1535 |
| Książę Bawarii                             | - 1503 Albrecht IV Mądry 1508 |
| Książę Bawarii-Landshut                    | - 1479 Jerzy Bogaty 1503 |
| Książę Bawarii-Monachium                   | - 1465 Albert IV Mądry 1503 |
| Sułtan Brunei                              | - 1473 Bolkiah 1521 |
| Cesarz Chin                                | - 1487 Hongzhi 1505 |
| Król Czech                                 | - 1490 Władysław II Jagiellończyk 1516 |
| Król Danii                                 | - 1481 Jan Oldenburg 1513 |
| Dalajlama                                  | - 1475 Gendun Gjaco 1541 |
| Władca Egiptu                              | - 1501 Kansuh al-Ghauri 1516 |
| Cesarz Etiopii                             | - 1494 Naod 1508 |
| Król Francji                               | - 1498 Ludwik XII 1515 |
| Hrabia Holandii                            | - 1494 Filip I Piękny 1506 |
| Szach Iranu                                | - 1501 Isma’il I 1524 |
| Władca Inków                               | - 1493 Huayna Capac 1527 |
| Lord Irlandii                              | - 1485 Henryk VII Tudor 1509 |
| Cesarz Japonii                             | - 1500 Go-Kashiwabara 1526 |
| Kalif                                      | - 1497 Al-Mustamsik 1508 |
| Król Kastylii i Leónu                      | - 1474 Izabela I Katolicka 1504 |
| Patriarcha Konstantynopola                 | - 1503 Pachomiusz I 1504 |
| Władca Korei                               | - 1494 Yŏngsan 1506 |
| Wielki książę litewski                     | - 1492 Aleksander Jagiellończyk 1506 |
| Sułtan Maroka                              | - 1472 Muhammad asz-Szajch al-Mahdi 1505 |
| Senior Monako                              | - 1494 Jan II 1505 |
| Wielki książę moskiewski                   | - 1462 Iwan III Srogi 1505 |
| Król Nawarry                               | - 1484 Katarzyna z Nawarry i Jan d’Albret 1516 |
| Król Norwegii                              | - 1483 Jan Oldenburg 1513 |
| Sułtan Omanu                               | - 1500 Muhammad ibn Isma’il 1529 |
| Elektor Palatynatu                         | - 1476 Filip 1508 |
| Papież                                     | - 1492 Aleksander VI 1503 - 1503 Pius III 1503 - 1503 Juliusz II 1513 |
| Król Portugalii                            | - 1495 Manuel I 1521 |
| Cesarz Rzymski (niemiecki)                 | - 1493 Maksymilian I Habsburg 1519 |
| Kapitanowie Regenci San Marino             | - 1502 Giuliano di Bartolomeo Angelo di Paolo Fabbri 1503 - 1503 Antonio di Bianco Bartolo di Antonio 1503 - 1503 Simone di Antonio Belluzzi Giovanni di Cristoforo di Vita 1503 - 1503 Francesco di Girolamo Bonifazio di Andrea 1504 |
| Elektor Saksonii                           | - 1486 Fryderyk I Mądry 1525 |
| Król Szkocji                               | - 1488 Jakub IV 1513 |
| Król Szwecji                               | - 1501 Sten Sture Starszy 1503 |
| Król Tajlandii                             | - 1491 Ramathibodi II 1529 |
| Sułtan Turków                              | - 1481 Bajazyd II 1512 |
| Doża Wenecji                               | - 1501 Leonardo Loredano 1521 |
| Król Węgier                                | - 1490 Władysław II 1516 |
| Cesarz Wietnamu                            | - 1497 Lê Hiến Tông 1504 |
| Wielki mistrz zakonu krzyżackiego          | - 1498 Fryderyk Wettyn 1510 |

Rok 1503 / MDIII
stulecia: XV wiek ~
XVI wiek ~
XVII wiek

lata: 1493 «
1498 «
1499 «
1500 «
1501 «
1502 «
1503
» 1504
» 1505
» 1506
» 1507
» 1508
» 1513

## Wydarzenia w Polsce
- 12 marca–2 kwietnia – w Piotrkowie obradował sejm[1].
- 5 kwietnia – pogrzeb kardynała, arcybiskupa gnieźnieńskiego i prymasa Polski Fryderyka Jagiellończyka.
- 31 października–28 listopada – w Lublinie obradował sejm[2].
- Rozejm kończący wojnę litewsko-moskiewską toczoną od 1500 roku. Wielkie Księstwo Litewskie utraciło Księstwa Wierchowskie, Księstwo czernihowskie, Siewierszczyznę, część Kijowszczyzny, wschodnią i południową część ziemi smoleńskiej i wschodnią ziemi połockiej.
- Ukazał się najstarszy krakowski druk Kaspra Hochfedera.
- Powstały pierwsze chorągwie husarii polskiej.

## Wydarzenia na świecie
- 28 marca – w Moskwie podpisano traktat pokojowy po zakończeniu wojny litewsko-moskiewskiej.
- 28 kwietnia – II wojna włoska: zwycięstwo wojsk hiszpańskich nad francuskimi w bitwie pod Cerignolą.
- 10 maja – podczas swej czwartej i ostatniej podróży do Nowego Świata Krzysztof Kolumb odkrył Kajmany; nadał wtedy archipelagowi nazwę Las Tortugas od zaobserwowanych tam licznie żółwi morskich.
- 31 maja – Mikołaj Kopernik został w Ferrarze doktorem prawa kanonicznego.
- 18 października – zmarł papież Pius III.
- 1 listopada – papież Juliusz II rozpoczął swój pontyfikat.
- 4 grudnia – za sfałszowanie weksla Wit Stwosz został skazany na wypalenie piętna na policzkach i dożywotni zakaz opuszczania Norymbergi.
- 29 grudnia – II wojna włoska: wojska hiszpańskie pokonały Francuzów w bitwie pod Garigliano.

- Państwo moskiewskie: pierwsza próba sekularyzacji dóbr Kościoła prawosławnego.
- Leonardo da Vinci rozpoczął pracę nad obrazem Mona Lisa.
- Mikołaj Kopernik uzyskał dyplom doktora prawa kanonicznego w Ferrarze. Skończył drugi i zarazem ostatni rok studiów medycznych w Padwie, uzyskując prawo wykonywania praktyk lekarskich.

## Urodzili się
- 23 lipca – Anna Jagiellonka,królowa Czech i Węgier (zm. 1547)
- 20 września – Andrzej Frycz Modrzewski, polski pisarz polityczny (zm. 1572)
- 17 listopada – Agnolo Bronzino, włoski malarz (zm. 1572)
- 14 grudnia – Nostradamus, francuski lekarz, astrolog, matematyk i autor proroctw (zm. 1566)

## Zmarli
- 14 marca – Fryderyk Jagiellończyk, kardynał (ur. 1468)
- 24 lipca – Ludwika z Sabaudii, córka Amadeusza IX Sabaudzkiego, klaryska, błogosławiona katolicka (ur. 1462)
- 12 sierpnia – Anna Jagiellonka, królewna polska, księżniczka litewska, księżna pomorska (ur. 1476)
- 18 sierpnia – papież Aleksander VI (właśc. Rodrigo de Borgia) (ur. 1431)
- 13 października – Magdalena Panattieri, włoska tercjarka dominikańska, błogosławiona katolicka (ur. 1443)
- 23 listopada – Małgorzata York, księżniczka angielska wywodząca się z rodu Yorków (ur. 1446)
- 27 listopada – Bernardyn z Fossy, włoski franciszkanin, błogosławiony katolicki (ur. 1421)
- 1 grudnia – Jerzy Bogaty, książę Bawarii-Landshut (ur. 1455)